# 루도비쿠스 3세 이우니오르

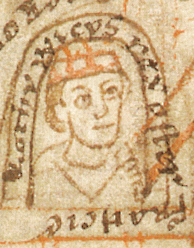
청년왕 루트비히

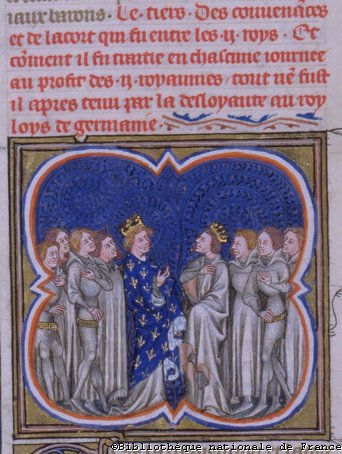
877년 푀른 조약을 체결하는 루트비히 3세 (가운데 왼쪽의 파란 의상)과 루이 2세 말더듬이왕(가운데 왼쪽 회색 옷)

루트비히 3세(Ludwig III, Louis III) 또는 소 루트비히(Ludwig the Younger 830년 - 882년 1월 20일) 또는 흘로도비쿠스 3세(Hludowicus III, Hludovicus III) 독일왕 루트비히 2세의 둘째 아들이며 동프랑크의 2대 국왕이다. 876년 아버지의 죽음 이후 작센의 군주였고 튀링겐의 군주, 동프랑크의 국왕 칭호를 물려받았으며, 880년부터는 형 카를만 3세로부터 바이에른을 넘겨받아 바이에른 왕이었으므로 독일 왕으로 본다.
카를만의 사망 전 880년 2월 서프랑크의 루이 3세, 샤를로망 형제와 리베몽에서 조약을 체결하여 로트링겐(로렌)을 차지하였다. 형의 죽음 이후 바이에른 작센 공작 루돌프(하인리히 1세의 조부)의 딸 리우트가르트와 결혼하여 아들 루트비히와 베른하르트를 얻었으나 모두 어려서 사망하였다. 재위기간 내내 바이킹 족의 침략에 시달림당하였다. 그의 재직 중 서프랑크의 카를 2세는 그의 영지를 탐냈고, 안더나흐 전투에서 자신의 병사들을 유령으로 위장시켜 카를 2세의 군대를 퇴각하게 했다. 한편 그는 카를 사후, 서프랑크 측에 로트링겐의 영토를 계속 요구하였고, 880년의 리베몽 조약을 통해 로트링겐의 서부 영토를 동프랑크로 병합하여 로트링겐 전체를 차지하였다. 아들들은 모두 일찍 죽어 그는 후계자를 남기지 못해 결국 그가 죽은 이후 그의 영토인 동프랑크 왕국은 동생 비만왕 카를에게 계승되었다.

## 생애

### 왕자 시절
루트비히 3세는 830년 혹은 835년 루트비히 독일왕과 바이에른과 아르톨프의 공작 벨프 1세의 딸 바이에른의 엠므의 아들로 베이언에서 태어났다. 형은 카를로만 3세였고 동생은 뚱보왕 카를 3세였다. 바이에른의 유디트는 그의 이모이자 계조모이기도 했다.
청년 루트비히는 북방 슬라브계 민족인 오보트리스 족의 침략으로 858년과 862년 독일인 루트비히가 오보트리스(Abodrites)를 정벌할 때, 군사 훈련을 받고 동부 오보트리스에 대한 군사 작전에 투입되었습니다. 854년 아키텐을 두고 대머리왕 카를과 피핀 간에 전쟁이 벌어지자 피핀을 지지하던 아키텐 귀족들의 요청으로 개입하게 된다. 청년 루트비히는 군사를 이끌고 아키텐에 들어가 피핀을 지원하였다.
대머리왕 카를을 공격하는 한편 바이킹 족이 정착한 서프랑크의 리모 주를 공격하고 루아르 밸리(Loire Valley)를 파괴한 뒤 푸아티에, 앙굴렘, 페리제(Perigueux_), 리모 주, 클레르몽과 부르쥬가 등을 점령하였다. 이어 수도원에 투옥된 피핀을 풀어주었다. 그는 사촌인 마인츠(Mainz)의 대주교 샤를에게 왕관을 전달한 뒤 군사들을 이끌고 다시 동프랑크로 퇴각, 바이에른으로 되돌아왔다.
853년 카를에게 대항한 서프랑크의 귀족들이 루트비히에게 원조를 청하자 아버지 독일인 루트비히의 지시를 받고 아키텐으로 보냈으며, 피핀 2세를 지원하였다. 아키텐의 귀족들은 대머리 카를의 통치를 못마땅하게 여겼다. 854년까지 소 루트비히는 아키텐에 체류하고, 그 이듬해에 되돌아왔다. 독일인 루트비히의 지원과 지시하에 소 루트비히는 피핀 2세를 복직시켰다. 853년 서프랑크의 대머리왕 카를은 청년 루트비히를 회유할 생각으로 그를 아키텐의 피핀 2세를 대신할 아키텐의 군주로 지명하였다. 서프랑크의 대머리 카를 2세는 청년 루트비히 3세의 아버지인 독일인 루트비히 2세에게 사자를 보내, 아키텐의 왕관을 주겠다고 제의하였다. 그러나 아키텐의 귀족들은 청년 루트비히를 환영하지 않았다.
청년 루트비히는 삼촌 대머리 카를의 제의를 거절하고 오히려 삼촌 대머리 카를에 의해 수감된 아키텐의 피핀 2세와 샤를 형제를 탈출시켰다. 아키텐의 피핀 2세와 샤를의 탈옥을 확정지은 후, 청년 루트비히는 리모 주, 노르만 족이 정착한 루아르 계곡 일대, 그밖에 푸아티에, 앙굴렘, 페리, 리모, 클레르몽과 부르제를 공격하고 돌아갔다.

### 튀링겐 공작과 반란

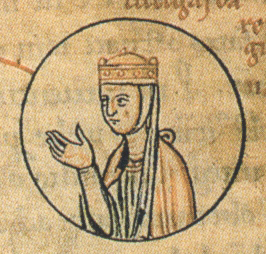
왕비 작센의 리우트가르트 (12세기 작)

루트비히는 은근히 동프랑크의 귀족들과 긴밀한 유대 관계를 형성하는 한편 그의 아버지의 통제를 거부하고 점점 더 독립적으로 행동하였다. 그는 집안의 허락 없이 단독으로 네우스트리아(Neustria) 백작 아달하르트(Adalhard)의 딸과 약혼하였으나 아버지 독일인 루트비히의 반대로 결혼은 파탄났고, 약혼녀는 일찍 사망하였다. 864년 작센 분국왕과 튀링겐 공작에 임명되어 아버지에게 작센과 튀링겐의 상속권을 약속받았다. 그러나 865년 루트비히는 동생 카를 3세와 함께 아버지 독일인 루트비히에 대한 반란에 합류하였다.
865년 프랑크푸르트와 프랑코니아를 차지했고 작센과 튀링겐에서 자신의 영향력을 증가시켰다. 865년 초 청년 루트비히는 네우스트리아 백작 아달하르트의 딸과 약혼하였으나, 아버지 독일인 루트비히의 반대로 파혼하였다. 청년 루트비히는 몇 명의 첩에게서 아들들을 얻기도 했다. 뒤에 869년 11월 24일 청년 루트비히는 작센의 실력자인 리우돌핑 가문 출신 작센과 이스트팔리아(Eastphalia)의 공작 리우돌프(Liudolf)의 딸 리우트가르트(Liutgard)와, 프랑코니아의 아샤펜부르크(Aschaffenburg)에서 결혼하였다. 리우돌프는 후일 918년 독일의 군주로 즉위하는 하인리히 1세의 할아버지이자 오토 1세의 증조부가 된다. 작센의 유력 귀족가문의 딸이기도 한 그의 왕비 리우트가르트는 강한 의지와 정치적 야망을 가진 여성으로 그녀의 남편의 정치적 야심을 부추겼으며, 자신의 야심을 달성하기 위해 노력했다.
865년 아버지 독일인 루트비히는 세 아들에게 각각 자신이 차지할 땅을 지목하도록 강요했는데, 카를만은 바이에른을, 청년 루트비히는 작센과 프랑켄, 튀링겐을, 뚱보 카를은 알레만니아와 슈바벤, 라이티아(Raetia, 독일 바이에른주의 남부와 오스트리아 포어아를베르크주 전역, 오스트리아와 이탈리아에 거쳐 있는 티롤 지방의 전역 및 이탈리아 롬바르디아주의 북동부)를 지목했다. 그리고 프랑크푸르트 지역은 삼형제가 공유하기로 했다. 몇달 후 청년 루트비히는 아버지 독일인 루트비히에 대항해 반란을 일으켰으나 진압되었다. 865년 10월 서프랑크 왕국의 카를 2세는 쾰른에서 소 루트비히와 독일인 루트비히 부자의 화해를 주선하였다. 870년 로타르 2세의 영지의 일부로 서프랑크 왕국에 넘어갔던 마스트리흐트 일대를 빼앗아 점령하였다. 871년과 873년 청년 루트비히는 반란을 일으켜 부왕과의 사이에 불화가 증가하지만, 그 때마다 그는 기적적으로 부왕과 화해하였다. 872년 루트비히는 자신의 다른 두 형제와 함께 유산으로 정해진 지역의 상속을 재확인받았다.

### 작센의 국왕

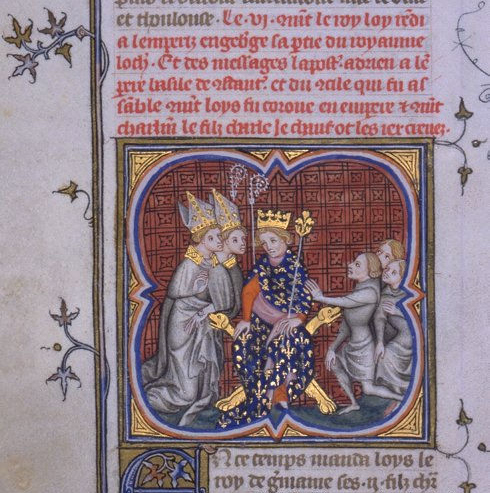
영토를 요구하는 세 아들과 루트비히 독일인왕

876년 8월 28일 독일인 루트비히의 사후, 청년 루트비히는 그해 11월의 영토 분할에서 그는 작센과 튀링겐, 동 로트링겐을 상속받았고, 메르센 조약으로 추가된 영토도 추가적으로 상속받았으며, 동프랑크의 전체의 국왕(Rex Francorum) 칭호도 물려받았다. 그밖에 독일인 루트비히가 870년 메르센 조약으로 획득한 동부 로트링겐은 이때 처음으로 넘겨받았다. 또한 청년 루트비히는 자신의 아버지에게 유능한 참모인 마인츠 대주교 리우트베르트(889년 사망)를 물려받았다. 즉위 초반부터 루트비히는 바이킹의 잦은 침입에 적극적으로 맞섰으며 자국 내 귀족들과 좋은 관계를 유지했다. 비록 그가 형식적으로 동프랑크 전체의 국왕 칭호를 물려받았지만 형제들은 각자 동프랑크 왕국 내 개인 영지를 독립적으로 통치하였고, 전쟁에서도 서로 협력하지는 않았다. 그는 주로 라인란트에 머물렀으며 자신의 영지 작센이나 동부 변경으로 가는 것은 가급적이면 피했다.
청년 루트비히는 왕이 되자마자 곧 삼촌 카를 2세의 위협을 받았다. 대머리 카를은 동부 로타링기아를 합병하려 했고, 독일인 루트비히 2세의 사후 876년 가을, 서프랑크의 대머리 카를 2세가 동프랑크로 쳐들어왔다. 동 로트링겐에서 대머리 카를의 군대와 교전하여 물리친 뒤 청년 루트비히와 대머리 카를은 876년 10월 안더나흐에서 맞붙었다. 877년 10월 8일 안더나흐에서 서프랑크 군을 최종적으로 격퇴하였다. 전략과 수적으로 모두 우월했던 동프랑크의 군이었으나 루트비히는 군사들에게 모두 흰 옷을 입혀 망령 군대처럼 보이게 했고, 밤에 이들을 본 서프랑크의 군사들은 귀신으로 보고 놀라서 달아났다. 병사들은 우왕좌왕 도주하거나 실신해서 쓰러졌고 카를 2세는 당황해하며 되돌아갔다. 루트비히의 기지로 훨씬 많은 수의 서프랑크군을 작은 부대 몇 개만 움직여서 물리칠 수 있었다.

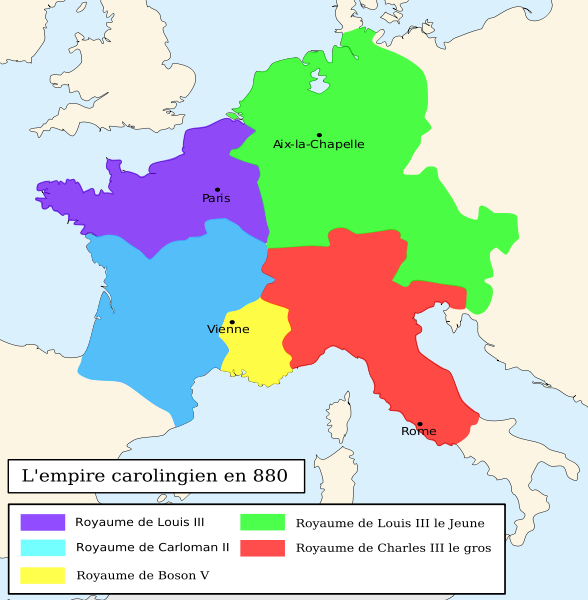
880년 무렵 프랑크 왕국의 지도, 연두색 지역이 청년 루트비히의 영토

대머리 카를은 자신의 형 루트비히가 살아 있을 때에도 황제 직위를 욕심내어 세력을 이탈리아까지 확대했고, 형 독일인 루트비히가 프랑크푸르트에서 죽자 라인강까지 진출하려 했다. 독일인 루트비히의 둘째 아들인 청년 루트비히가 작은 아버지인 카를과 담판하여 프랑켄과 작센에서 군대 소집권을 주기로 하고 전쟁을 종결했다. 카를은 전쟁 노획물과 많은 선물을 받아 서프랑크로 귀환했다.
877년 청년 루트비히는 교회에 일정 부분 재산을 기증했는데, 이는 왕비인 리우트가르트의 명의로 기부되었다. 877년 말 루트비히는 형 카를로만 3세, 동생 카를 3세와 함께 동부 로타링기아를 어떻게 분할하는가를 논의하기 위해 모였다. 그러나 뇌졸중 등으로 병세가 위중했던 카를로만이 로타링기아를 포기하자 로타링기아는 루트비히와 카를이 분할하기로 했으며, 878년 10월 알자스에서 루트비히는 카를과 로타링기아를 분할했다.

### 로렌 분할과 바이킹과의 전투
877년 10월 삼촌 대머리왕 카를이 죽자, 그를 계승한 사촌 루이 2세와 로타링기아(로렌)에서 만나, 로트링겐의 분할을 유지하는 데 동의했는데 이것은 그들의 아버지인 카를 2세 대머리왕과 루트비히 게르만인이 870년 메르센에서 로렌을 분할한 조약을 재확인하는 것이었다. 바로 리에 주의 푀렌에서 포에렌 조약을 맺어 메르센 조약으로 분할된 로타링기아의 영토를 서로 유지하는 데 동의했다.
그러나 푀렌 조약이 발효되려는 참에 루이 2세가 사망했다. 요슬랭(Joscelin) 대주교가 이끄는 서프랑크의 일부 귀족이 그를 서프랑크 왕으로 추대했고, 바로 초청하였다. 또 아내 리우트가르트의 부추김까지 더해져 루트비히는 서프랑크를 침공했다. 로타링기아를 손에 넣은 루트비히 3세는 베르덩 전투에서 승리하여 메츠와 베르덩, Scheldt을 수중에 넣었지만, 나중에 내부 반란을 수습하고 출정한 새로운 서프랑크의 왕 루이 3세와 샤를로망 형제에게 로타링기아에서 격퇴당했다.
879년 서프랑크의 루트비히가 죽고 그의 아들 루트비히 3세와 카를로만이 서프랑크의 공동 국왕이 되자, 청년 루트비히는 870년의 메르센 조약은 불법이라며 계속 로트링겐의 영유권을 주장하였다. 노르망디와 브르타뉴 해안가로 쳐들어오는 바이킹 해적을 상대하던 서프랑크인 루이 3세는 자신의 동생 샤를로망 3세와 함께 로트링겐의 영유권을 주장하던 위그를 추방했지만 계속 바이킹을 상대해야 했고, 청년 루트비히와의 전쟁을 피하려 했다. 결국 루이3세와 샤를로망 형제는 청년 루트비히와의 리베몽에서 영토 조약을 체결하기로 합의하고, 로트링겐을 사실상 동프랑크에 복속시켰다. 879년 겨울, 형 바이에른의 카를로만이 뇌졸중으로 쓰러지자 그는 형에게서 슈바벤과 바이에른을 물려받았다. 그러나 루트비히는 879년부터 이미 바이에른의 실질적 통치자 노릇을 하고 있던, 형 카를로만 3세의 서자 아르눌프에게 바이에른 공작 자격으로 바이에른을 직접 통치하게 했다.
879년부터 다시 바이킹의 침략이 프랑크 왕국 내 각국에서 계속됐고 일부는 내륙 깊숙히 쳐들어와 공격, 약탈을 감행하였다. 루트비히는 880년 2월 티에몬(현재의 벨기에 샤를루아 일대)에 들어온 바이킹과 교전 티에몬 전투에서 바이킹을 크게 물리쳤지만, 이 전쟁에서 서자 위그가 스켈트강변(river Scheldt)에서 전사했다. 바이킹을 나이메헨 바깥까지 몰아냈지만 처남 브루노의 지휘 하에 출정한 작센인 군사들은 함부르크에서 바이킹에게 크게 패하고 브루노와 많은 작센 귀족, 병사들이 전사했다. 티에몬 전투에서 승리했음에도 불구하고 바이킹의 침략을 막지는 못했다.

### 생애 후반
880년 2월 청년 루트비히 3세는 서프랑크의 카를로만 2세, 서프랑크의 루이 3세를 도와, 이들과와 연합하여 왈롱의 샤를루아까지 내려온 바이킹을 상대로 교전하였다. 여기서 동프랑크의 청년 루트비히와, 서프랑크의 루도비쿠스 3세, 카를로마누스 2세의 연합군은 바이킹을 격퇴하고 5천 명의 바이킹을 사살하는데 성공한다.(→티에몽 전투(880년 2월)) 그러나 이 과정에서 서자였던 위그를 잃었다.
880년 2월 루트비히 3세는 서프랑크 루이 3세, 샤를로망 형제와 함께 영토 문제를 협상, 리베몽 조약을 체결했다. 청년 루트비히는 자신의 동생 뚱보 카를 3세 등과 함께 참석했다. 이때 청년 루트비히가 점령한 곳을 국경지대로 하기로 결정, 그가 점령한 지역을 서프랑크와 동프랑크간의 국경으로 확정하여 동프랑크는 로타링기아를 흡수했다. 한편 동생 뚱보 카를이 로타링기아에 대한 영유권을 포기함으로써 그는 로타링기아 전역을 차지할 수 있었다. 리베몽 조약으로 결정된 독일-프랑스간 영토, 국경은 14세기까지 유지되었다. 자신의 영지 내에서 청년 루트비히는 아버지와 반대로, 왕실의 이익을 위해 귀족들의 권한을 감소시켰다. 그는 처가인 작센의 리우돌핑 가문을 포함해 왕가의 힘을 왕을 중심으로 강하게 결속시켰다. 형으로부터 물려받은 바이에른에도 2번밖에 방문하지 않았다. 한편 형 카를만이 사망하자, 청년 루트비히는 880년 내내 형 카를만의 서자이자 자신의 조카인 아르눌프를 제거하려 시도했으나 실패했다.
그는 작센 공작 오토의 딸 리우트가르트와 결혼, 아들 루트비히와 베른하르트를 두었으나 모두 어린 나이에 일찍 요절했다. 아들 루트비히는 879년 가을 레겐스부르크 성의 난간에서 떨어져 머리를 크게 다쳐 죽었다. 서자였던 위그는 880년 2월 바이킹 족과 싸우다가 전사하고 말았다. 후계자가 없던 청년 루트비히는 자신의 서자로 당시 중년이었던 작센 백작 위그에게 기대를 걸었으나 위그가 전사한 뒤 루트비히는 실의에 빠졌다. 880년 뇌졸중과 중풍 등으로 고생하던 친형 바이에른의 국왕 카를만이 사망하자, 청년 루트비히는 카를만의 영지 중 바이에른을 물려받았다. 그러나 881년 겨울, 청년 루트비히는 갑자기 열병으로 쓰러져 882년 1월 20일 프랑크푸르트암마인에서 사망했다.

### 사후
시신은 아버지 독일인 루트비히, 서자 위그가 안치된 로쉬 수도원(abbey of Lorsch)에 함께 안치되었다. 청년 루트비히에게는 남자 후손이 없었으므로, 그의 사후 작센과 로렌, 바이에른의 영지는 모두 친동생 슈바벤과 알레만니아를 다스리던 뚱보 카를 3세에게로 넘어갔다. 부인인 작센의 리우트가르트는 882년경 슈바벤 공작 부르하르트 1세 폰 슈바벤과 재혼했으나 885년 사망하여, 나중에 아샤펜부르크에 안장되었다.
딸 힐데가르트는 바이에른주 킴제(Chiemsee)의 킴제 수도원의 수녀가 되었다. 힐데가르트는 895년 플랑드르의 안네(Annales of Fuldenses)의 밀고로 사촌인 황제 아르눌프에 대한 반역 혐의로 기소된 뒤, 아르눌프에 의해 모든 영예를 박탈당하고 호수 변의 섬에 유폐되었다가 바이에른의 킴제 수도원으로 갔다. 힐데가르트는 아르눌프 사후 899년에 명예를 회복했다. 19세기 무렵 루트비히 3세와 서자 위그가 안치된 석관은 실종되었다.

## 가계
- 부왕 : 독일왕 루트비히, 루트비히 2세 : 동프랑크의 왕(843~876), 바이에른의 왕(817~875)
- 모후 : 엠마 드 바이에른(802~876)
  - 형 : 바이에른의 카를만(830~880) : 바이에른의 공작(876~880), 이탈리아의 왕(877~880)
  - 남동생 : 카를 3세,뚱보왕(비만왕) 카를(839~888) : 독일왕, 이탈리아왕, 프랑스왕, 신성로마황제(881~888)
  - 여동생 : 이르멘가르트(Irmangard), 소 루트비히 2세, 이탈리아의 루트비히2세 신성로마황제와 결혼
  - 여동생 : 기셀라(Gisela of Franks), 슈바벤의 베르크톨드(Berchtold), 베르톨(Berthold, 841~912?)와 결혼
- 왕후 : 리우트가르트(Liutgard, 840년/845년 - 885년 11월 30일)
  - 아들 : 루트비히(Ludwig, 876년 - 879년 11월)
  - 딸 : 힐데가르트 (Hildegard, 875년 - 900년/931년(?))
  - 사위 : 안길데오(Engildeo)
  - 딸 : 리우트가르트(Liutgard)
  - 아들 : 베른하르트(Bernhard)
- 첩 :
  - 서자 : 위그(Hugh, 850년 - 880년 2월)
  - 서자 : 아달하르트(Adalhard)
- 장인 : 리우돌프
- 장모 : 빌룽의 오다(Oda von Billung)

## 기타
서프랑크의 대머리왕 카를은 자신의 아들 루이 2세를 855년 동프랑크의 왕이라는 직책을 부여하고는 호시탐탐 동프랑크 왕국의 영토를 노리고 있었다.
877년 서프랑크의 대머리왕 카를이 그의 영토에 침략했을 때 루트비히는 군사들에게 모두 흰 옷을 입히거나 흰 천을 준비하여 유령 집단처럼 보이게 했고, 밤에는 약간의 불을 밝혀서 유령과 비슷하게 행동하였다. 야밤에 기습공격을 하려고 오던 서프랑크의 군사들은 동프랑크의 군대를 귀신으로 보고 놀라서 달아났다.

## 같이 보기
| - 베르덩 조약 - 메르센 조약 - 로타링기아 - 리베몽 조약 - 포에른 조약 - 독일인 루트비히 - 카를로만 3세 - 카를 3세 - 아르눌프 - 리우돌프 | - 카를 2세 - 루이 2세 말더듬이왕 - 서프랑크의 루이 3세 - 샤를로망 - 작센 - 리우트가르트 |

| 전임 독일왕 루트비히 | 동프랑크의 국왕 876년 - 882년 | 후임 뚱보왕 카를 |

| 전임 독일왕 루트비히 | 작센의 왕 876년 - 882년 | 후임 뚱보왕 카를 |

| 전임 카를만 3세 | 바이에른의 왕 880년 - 882년 | 후임 뚱보왕 카를 |

| 전임 카를만 3세 | 슈바벤 공작 880년 - 882년 | 후임 뚱보왕 카를 |

| 전임 타크훌프 | 튀링겐 공작 864년 - 882년 | 후임 포포 에르기노 |

|  | 프랑켄 공작 865년 - 882년 | 후임 프랑켄의 하인리히 |